# Parasitiformes
Super-ordre
Les Parasitiformes ou Anactinotrichida sont un des deux super-ordres des acariens. Malgré ce nom, seule la moitié des quelque 10 000 espèces décrites sont des parasites, dont les tiques.

## Classification
Classification des familles selon Krantz et de Walter :
- Ordre Opilioacarida With, 1902 (Notostigmata)
  - Opilioacaridae With, 1902
- Ordre Holothyrida
  - Allothyridae van der Hammen, 1972
  - Holothyridae Thorell, 1882
  - Neothyridae Lehtinen, 1981
- Ordre Ixodida
  - Argasidae C.L.Koch, 1844
  - Ixodidae Leach,1815
  - Nuttalliellidae Schulze, 1935
- Ordre Mesostigmata
  - Sous-Ordre Sejida (Sejoidea)
  - Sous-Ordre Trigynaspida
    - Cohorte Cercomegistina (Cercomegistoidea)
    - Cohorte Antennophorina (Antennophoroidea, Celaenopsoidea, Fedrizzioidea, Megisthanoidea, Parantennuloidea et Aenictequoidea)

  - Sous-Ordre Monogynaspida
    - Cohorte Microgyniina (Microgynioidea)
    - Cohorte Heatherellina (Heatherelloidea)
    - Cohorte Uropodina
      - Sous-Cohorte Uropodiae (Thinozerconoidea, Polyaspidoidea, Uropodoidea et Trachyuropodoidea)
      - Sous-Cohorte Diarthrophalliae (Diarthrophalloidea)

    - Cohorte Gamasina
      - Sous-Cohorte Epicriiae (Epicrioidea et Zerconoidea)
      - Sous-Cohorte Arctacariae (Arctacaroidea)
      - Sous-Cohorte Parasitiae (Parasitoidea)
      - Sous-Cohorte Dermanyssiae (Veigaioidea, Rhodacaroidea, Eviphidoidea, Ascoidea, Phytoseioidea et Dermanyssoidea)